# Vodice
Vodice su grad, općinsko središte, luka i turističko odredište u Šibensko-kninskoj županiji. Jedan su od subregionalnih centara Šibensko-kninske županije. Smještene su sjeverno od Šibenika i južno od Murtera. 

## Stanovništvo
Prema popisu iz 2006., Vodice su imale 12 408 stanovnika. Godine 2006. ustrojena je Općina Tribunj, čije područje je izdvojeno iz sastava Vodica. Na području Tribunja, u vrijeme popisa 2001. godine živjelo je 1450 stanovnika.
| broj stanovnika | 4063  | 3607  | 5215  | 5960  | 7318  | 7836  | 8570  | 7974  | 7357  | 7779  | 7503  | 7395  | 7691  | 8867  | 9407  | 8875  | 8649  |
|                 | 1857. | 1869. | 1880. | 1890. | 1900. | 1910. | 1921. | 1931. | 1948. | 1953. | 1961. | 1971. | 1981. | 1991. | 2001. | 2011. | 2021. |

| broj stanovnika | 1335  | 1587  | 1812  | 2110  | 2633  | 2771  | 3000  | 3024  | 2776  | 2934  | 2872  | 3257  | 4160  | 5050  | 6116  | 6755  | 6592  |
|                 | 1857. | 1869. | 1880. | 1890. | 1900. | 1910. | 1921. | 1931. | 1948. | 1953. | 1961. | 1971. | 1981. | 1991. | 2001. | 2011. | 2021. |

## Povijest
Današnji prostor Vodica bio je nastanjen davno prije, još u antičko doba, pod nazivom Arausa.
1412. g. Vodice dolaze pod mletačku upravu.
Širenje naselja i porast broja stanovnika odvija se od početka XVI. st. zbog mletačko‑turskih ratova kada se ugroženo stanovništvo iz bliže unutrašnjosti povlačilo prema obali. 
Obradive površine i obilje pitke vode te važnost položaja mjesta uvjetovali su nastojanja da se mjesto očuva osmanskoga osvajanja. Stoga su već u XVI. st. Vodice opasane zidinama i kulama.
Taj je sustav utvrda omogućio Vodičanima uspješnu obranu od vrlo opasnih turskih napada na mjesto za vrijeme Ciparskoga (1570. – 1573.) i Kandijskoga rata.
Glavnu snagu u odbijanju osmanskih naleta predstavljali su sami mještani koji su se isticali borbenošću i izdržljivošću.
Iz toga vremena ostala je očuvana utvrda Čorićev turanj, smještena u samom središtu današnjih Vodica, nedaleko župne crkve.
Nakon sloma Mletačke Republike 1797. god. Vodice su kao i ostali dio šibenskog područja došle pod vlast Austrije, a u vremenu od 1806. – 1813. god. pod francusku upravu.
Krajem 1813. godine obnavlja se austrijska vladavina koja se održala sve do 1918. g.
1846. g. osniva se prva školska zgrada na obali.
1891. g. Vodice se odvajaju od općine Tisno i postaju samostalna općina.
1885. g. izgrađena je cesta Vodice – Mostine, Vodice – Tisno te cesta prema Zatonu i Šibeniku.
1886. g. otvara se Hrvatska čitaonica koja pomaže prosvjećivanju stanovništva i oživljavanju hrvatske nacionalne svijesti.
U zadarskom Novom listu, krajem stoljeća je zabilježeno: 
»Vodice su među prvima u pokrajini po proizvodima, a u luci se godišnje ukrca 20.000 hl vina bez drugih proizvoda. Tu pristaje parobrod koji prevozi poštu osam puta tjedno.«
Sredinom XIX. st. u Vodicama živi 1500, a početkom XX. st. već 2500 stanovnika.
1928. g. zabilježen je podatak da u Vodicama živi 2918 stanovnika u 452 kuće.
Na brdu Okitu iznad Vodica nalazi se svetište Gospe Karmelske.

## Gospodarstvo
Najvažnija grana gospodarstva je turizam. 2010. ostvareno je 370 978 noćenja, a na vrhuncu sezone u gradu je znalo biti između 40 i 60 tisuća turista.[nedostaje izvor]

## Poznate osobe
- Ivo Brešan, hrvatski dramatičar, prozaist, slavist i scenarist
- Ive Čaće, hrvatski slikar i pisac
- Ivo Grgurev, hrvatski pjesnik
- Ante Ivas, šibenski biskup
- Šime Strikoman, hrvatski fotograf
- Milan Juričev Talijaš, javni dužnosnik u Sloveniji[6]

## Spomenici i znamenitosti
- Župna crkva sv. Križa
- Crkva sv. Ivana Krstitelja
- Crkvica sv. Križa na staromu groblju[7]
- Crkva sv. Ilija Proroka
- Crkva sv. Marije ili Gospe od Milosti
- Crkva Gospina porođenja
- Crkva sv. Roka ili sv. Jelene
- Čorićev turanj, 1533.
- Rašina bunja, nastamba[8]

## Obrazovanje
- Glazbena škola Vodičke glazbe
- OŠ Vodice
- Veleučilište Vodice, Upravno-pravni studij

## Kultura
- Vodička glazba
- Mješoviti pjevački zbor „Lira”
- Ženska klapa „Oršulice”
- Muška klapa „Bunari”
- Klapa „Godimenti”
- Likovna udruga „More”
- Vodiške mažoretkinje
- Kulturna udruga „Vodiške perlice”
- Manifestacija Bakanalije
- Udruga za medijsku kulturu „TV VD”
- Udruga za zaštitu prirode i životinja „Bolji svijet”
- Festival kršćanske duhovne glazbe Karmelfest, u organizaciji župe Vodice i Vodičkih žudija (od 2008.)[4]

- Na vodičkoj rivi tradicijski se održava Fešta od šaša i pulente Kulturne udruge „Vodiške perlice”[9]

## Šport
- Boćarski klub „Vodice”
- Brdsko-biciklistički klub „Orlov krug”
- Jedriličarski klub „Tijat”
- Karate klub „Okit”
- KK invalida Vodice
- Klub podvodnih aktivnosti „Greben”
- Košarkaški klub „Vodice”
- Lovačko društvo „Sokol”
- Malonogometni klub „Heroji 2007”
- Motoristički klub „Okit”
- Motocross club „93”
- Nogometni klub „Vodice”
- Odbojkaški klub „Vodice”
- Planinarsko društvo „Klen”
- Rukometni klub „Vodice”
- Sportsko društvo Gaćelezi
- Športsko društvo borilačkih vještina „Hrvatski branitelj dragovoljac”
- Športsko-ribolovni klub „Mali porat”
- Teniski klub „Vodice”
- Ženski košarkaški klub „Vodice”
- Vaterpolo klub "Vodice"

- U Vatrogasnom domu Vodice krajem kolovoza održava se natjecanje u vatrogasnim vještinama, Memorijal „Srce kornatsko”, u spomen na vatrogasce poginule u Kornatskoj tragediji.[10]

## Galerija
- šetnica i luka
- Plaža u Vodicama.
- Plava plaža u Vodicama s pogledom na otoke Prvić, Tijat i Logorun
- Zalazak sunca na poluotoku Punta.
- Zvonik župne crkve sv. Križa
- Crkvica sv. Križa na staromu groblju (1401.).
- Kameni križ podignut o 600. spomenu Grada Vodica 2002., na mjestu staroga, uništena 1968.
- Natpis na kamenu križu kod crkvice sv. Križa na staromu groblju.
- Spomenik žrtvama jugoslavenskoga komunizma.
- Spomenik vodičkim vatrogascima stradalima u Kornatskoj tragediji.
- Spomenik palim borcima NOB-a.

## Vanjske poveznice
|  | Zajednički poslužitelj ima još gradiva o temi Vodice |

- Službene stranice grada
- Službene stranice Turističke zajednice Grada Vodica
- Arhivirana inačica izvorne stranice od 16. svibnja 2010. (Wayback Machine) Povodom šeststote godišnjice Grada Vodica piše Lovre Vlahov Perikulov (povijest Vodica na mjesnoj čakavici)

|  | Portal Hrvatske: pristup člancima s tematikom o Hrvatskoj |